# Ескалиев, Азидолла
Азидолла Ескалиев (каз. Әзидолла Есқалиев; 1934—2017) — советский и казахстанский композитор, музыкант домбрист, кюйши и музыкальный педагог; профессор Казахской национальной консерватории имени Курмангазы. Народный артист Казахской ССР (1990)

## Биография
Родился 1 января 1934 года в селе Курмангазы Курмангазинского района Атырауской области. Поступил в Алма-Атинскую консерваторию (ныне Казахская национальная консерватория имени Курмангазы), которую успешно окончил в 1958 году.
В 1955—1960 солист Казахстанской филармонии, с 1960 года стал солистом творческого объединения Казахконцерт. С 1962 совмещал исполнительскую и преподавательскую деятельность в родной консерватории; среди его учеников Айткали Жайымов, Айгуль Улкенбаева и Каршыга Ахмедияров.
В 1957 году стал лауреатом VI Всемирного фестиваля молодёжи и студентов проходившего в городе Москве.
В репертуаре Азидоллы Ескалиева были как произведения казахского народа (Курмангазы, Дины, Мамена, Сейтека, Таттимбета, Даулеткерея), так и русских и зарубежных композиторов (П. И. Чайковского, С.Рахманинова, В. Моцарта, И. Брамса и др.).
А. Ескалиев является автором кюев «Шаттыц» и «Жастар».
3 января 1959 года награждён медалью «За трудовое отличие».
В 1966 году удостоен звания Заслуженный артист Казахской ССР; с 1990 года — Народный артист Казахской ССР.
Умер 14 августа 2017 года.
Его именем назван Республиканский конкурс исполнителей кюйев.